# モーゼス・ヘスと観念弁証法の諸問題
『モーゼス・ヘスと観念弁証法の諸問題』 (独:Moses Hess und die idealistische Dialektik)は、ハンガリー出身の哲学者でありマルクス主義理論家であり、政治運動にも関与したジェルジ・ルカーチにより発表された著作である。

## 成立と目的
この論文は、ルカーチの著書『歴史と階級意識』の3年後に書かれたものであり、雑誌「Archiv fur die Geschichte des Sozialismus und der Arbeiterbewegung」（1926年12月号）から発表された雑誌論文を編集して出版された。
マルクスとエンゲルスが『共産党宣言』の中でモーゼス・ヘスを批判した内容を検討し、ヘスの理論が「ユートピア的」であり、マルクス理論がヘスにほとんど負うところがないと実証するのが、この論文の目的である。

## 構成
1. 真正社会主義と革命的知識人
2. ヘーゲル哲学における二律背反の問題
3. ヘスにおける理論と実践の分離
4. ヘスとフォイエルバッハ
5. 直接性への硬直と倫理的ユートピア
6. ヘーゲル弁証法の基本性格
7. マルクスの挫折せる先行者として

## 論旨
ルカーチは観念弁証法の検証を主題とし、その一例としてヘスを論じる。初期のヘスに影響を与えている思想家としてあげられるのは、スピノザ、シェリング、フィヒテなどで、ヘスと同じような弁証法を展開した者としてあげられるのはチェシュコフスキーである。
ヘーゲルの弁証法は、過去から現実を導き出しその現実を是認するところで止まっているが、ヘスとチェシュコフスキーは「弁証法によって未来を具体的につかむ」試みによって、フィヒテとヘーゲルを超えたと評される。しかし彼らは観念弁証法の枠内にいて、それ故に「抽象的=ユートピア的」であることを免れない、ともされる。
われわれが遂行したのではない過去はわれわれにとっても「必然」に生じたといえるが、「われわれを通して遂行されることは、われわれにとっては自由に生じる」はずだ、と主張したヘスを、ルカーチは「ヘーゲルからカントへの後退」と批判する。ヘスにあっては理論と実践、歴史的現実と当為（正義はなされねばならないという義務感）はかけ離れてしまう、と指摘する。ヘスにとって社会的平等は「必然」であるがゆえに望ましいのではなく、「正しい」からなのであって、そのような正義は「自由意志」によって勝ちとられねばならないのは自明のことだった。しかし、ルカーチは、「プロレタリアートの要求が正当かどうか」を問うヘスは、労働者たちが歴史によって勝利者たるべく召されている階級であることを理解していない、と考えるしかない。ここでルカーチは、正義や道徳の規準が歴史によって移り変わるという「相対主義」について述べている。ヘスにとって「利己主義」は断罪すべきものだったが、ルカーチによればそれはブルジョアが「封建道徳」に対抗する時に用いるイデオロギー的な「武器」である限りでは非難すべきものではない。ヘスの「利己主義」批判は、その意味で「センチメンタル」な弱さ、「道徳主義」と解釈される。
フォイエルバッハは、ヘスに「利己主義の道徳」に対抗する新しい積極的な道徳を与えた、とルカーチは論ずる。ヘスはフォイエルバッハに示唆されて個ではなく類としての人間を解放の対象とし、マルクスの立場に近づいてはいるが、ブルジョア社会における宗教感情や愛が歴史の産物であり克服さるべきものであることがわかっていない、と批判する。ルカーチによれば、フォイエルバッハ（ヘス）はヘーゲルの「媒介概念」を否定したために、現在の実存諸形態が思惟により転機がもたらされ（媒介され）、客観的な環境が内部から変化する可能性を捨ててしまった。ヘスにとっては環境の変革は、思惟の外から「倫理的ユートピア」として、もたらされる。この方法は社会現象の「良い面」と「悪い面」を対峙させ後者を除去しようとしたプルードンと似ている、とも指摘される。
ルカーチは結論として、ヘスはプルードンやカール・グリューン、トーマス・ホジスキンと同様に現実の相対性を理解せず、マルクスによる唯物弁証法と史的唯物論の完成で初めて現実と可能性の矛盾が認識論的に克服された、とする。しかし理論家としてヘスは時代遅れになったにもかかわらず実践的な社会主義者であり続け、彼の正義・自由に関わる信念が最期まで変化しなかった事実をルカーチは、「運命のふしぎさ」と述べている。

## 評価
ヘスを小物で愚鈍なマルクスの先輩とし、その思想をマルクス主義によって乗り越えられたと位置づけたのはオーギュスト・コルニュ(Auguste Cornu）であり、ルカーチの見解はその延長にある。ヘスの思想はヘーゲルとマルクスの「弁証法」を解明する道具として用いられ、その創見はほとんど認められていない。